# Ana Caro de Mallén
Ana Caro de Mallén (1590, Andalusia - 6 de novembre de 1646, Sevilla, Andalusia) va ser una poeta i dramaturga del Segle d'Or espanyol. No es conserva massa informació sobre la seva vida. Tot i això ha estat possible recuperar algunes de les seves obres com ara Décimas a Doña María de Zayas y Sotomayor (1638) o El conde Partinuplés (1653) i també gestos de reconeixement per part d'altres autors contemporanis a la seva època.

## Biografia
Ana Caro de Mallén va néixer possiblement d'una de les esclaves de Gabriel Caro de Mallén d'acord amb els registres on consta amb la indicació «Ana María, esclava de Gabriel Mallén». És possible que els seus progenitors fossin moriscos i per aquest motiu va ser adoptada per la família cristiana formada per l'amo i per Ana María de Torres (f. 1606).
A la seva partida baptismal del 6 d'octubre de 1601 apareix l'afegit «era adulta» si bé en aquella època l'edat adulta s'assolia al voltant dels 10 anys. És possible que l'adopció de Caro de Mallén no es fes efectiva en el moment del seu naixement, sinó que es va dur a terme després del naixement de Juan Caro de Mallén (n. 1600), fill legítim del matrimoni de Gabriel Caro de Mallén i Ana Maria de Torres.
La família d'Ana Caro de Mallén estava lligada a la noblesa; el seu pare adoptiu va ser el procurador de la Reial Audiència de la Cancelleria de Granada, un ofici que era atorgat directament pel rei, i la seva mare adoptiva pertanyia a una il·lustre família granadina.
Les primeres evidències escrites de l'obra de Caro de Mallén daten del 1628, quan va participar amb la Relación poética de fiestas religiosas por los mártires del Japón, celebrada en el convento de San Francisco de Sevilla en 1628 a unes festes que es van celebrar a Sevilla amb motiu d'homenatjar als vint-i-sis màrtirs de Nagasaki. Aquesta obra, que relacionava l'ordre civil amb l'ordre religiós, va ser la primera d'una successió de creacions literàries subordinades a la política del moment.
A mida que la seva fama com a cronista i autora va anar augmentant, Caro de Mallén va anar assumint nous encàrrecs. El 1637 va viatjar a Madrid per poder poetitzar les festes del Buen Retiro per encàrrec de l'Ajuntament. A la capital espanyola va fer amistat amb la Comtessa de Paredes, una reconeguda mecenes d'autores de l'època com ara sor Juana Inés de la Cruz. També es va relacionar amb dramaturgs de l'època i va tenir una relació especialment estreta amb l'escriptora María de Zayas fins al punt de conviure amb ella durant una temporada.
La seva producció artística va ser elogiada per altres autors de l'època com ara Juan de Matos Fragoso o Luis Vélez de Guevara. Aquest darrer la va mencionar a la seva obra El diablo cojuelo amb l'apel·latiu «dècima musa sevillana». La qualitat dels seus escrits també va impresionar al comte-duc d'Olivares que la va convertir en la seva protegida.
No hi ha dades que certifiquin que Ana Caro de Mallén es casés o tingués fills, dues fites que podrien haver dificultat la seva dedicació a la literatura. Indubtablement la possibilitat de fer de l'escriptura una professió va ser una consqüència de la seva habilitat per establir relacions en l'ambient cortesà durant el regnat de Felip IV. Aquests excel·lents contactes van afavorir que l'autora aconseguís encàrrecs oficials del cabildo i de la noblessa.
Ana Caro de Mallén va morir a Sevilla el 6 de novembre de 1646, víctima de la pesta. El seu enterrament va ser un dels més costosos de l'època d'acord amb la inscripció que es pot llegir a la parròquia de santa Maria Magdalena, un fet que resalta la seva fama. Pel que fa a la seva obra escrita, al morir l'autora a causa d'una malaltia infecciosa, és possible que part dels seus escrits fossin cremats amb la resta de les seves pertinences i que per aquest motiu no s'hagi conservat fins a l'actualitat.

## Obra

### Obra poètica
La seva obra poètica coneguda està formada per tres relacions impreses a Sevilla (1628, 1633, 1635) i una a Madrid (1637).
- Relación en que se da cuenta de las grandiosas fiestas que en el Convento de N. P. S. Francisco de la Ciudad de Sevilla se han hecho a los Santos Mártires de Japón, Sevilla, Pedro Gómez, 1628.
- Grandísima vitoria que alcanzó de los moros de Tetuán Iorge de Mendoça y Piçaña, general de Ceuta, quitándoles gran suma de ganados cerca de las mismas puertas de Tetuán, Sevilla, Simón Fajardo, 1633.
- Relación de la grandiosa fiesta y octava que en la Iglesia parroquial del glorioso arcángel san Miguel de la ciudad de Sevilla hizo don García Sarmiento de Sotomayor, conde de Salvatierra, marqués de Sobroso, Gentilhombre de la Cámara del rey, nuestro señor y del serenísimo Infante, caballero de la orden de Santiago, asistente y maese de campo general de la gente de guerra de Sevilla y su partido por su majestad, Sevilla, Andrés Grande, 1635.
- Contexto de las reales fiestas que se hicieron en el Palacio del Buen Retiro, Madrid, Imprenta del Reino, 1637.

Les relacions eren encàrrecs dels poder civil o religiós. Eren literatura de masses que s'imprimia en plecs solts. El comte-duc d'Olivares va ser un gran interessat en la publicació d'aquests tipus de documents, el que va fer que la professió de poeta fos molt competitiva en aquell moment i fa encara més admirable que Caro de Mallén arribés a rebre tants encàrrecs professionals d'aquest estil.
A més de l'obra oficial es conserven unes Décimas a Doña María de Zayas y Sotomayor (1638), unes Décimas en elogio de D. Francisco Salado Garcés y Ribera (1640) i un sonet dedicat a Inés Jacinta Manrique de Lara sense data coneguda.

### Teatre
D'acord amb les exaltacions que feien els seus contemporanis de la seva obra, es podria afirmar que Ana Caro de Mallén va ser una destacada dramaturga que treballava amb trames i fils conductors basats en l'embolic. A més, destaquen els seus personatges femenins dotats de gran fortalesa. Va escriure dues comèdies: El conde Partinuplés (1653) i Valor, agravio y mujer (s. XVII). També va escriure una Loa sacramental en què jugava amb les diferents parles de Sevilla.
A més, va ser l'encarregada d'escriure els actes sacramentals de les festes del Corpus de Sevilla entre el 1641 i 1645, tot i que només s'han conservat La cuesta de la Castilleja, La puerta de la Macarena i Coloquio entre dos.